# Gratiola officinalis
La graciola (Gratiola officinalis) o alarda es una especie de planta ornamental de la familia Plantaginaceae. Es una planta herbácea rizomatosa perennifolia nativa de Europa.

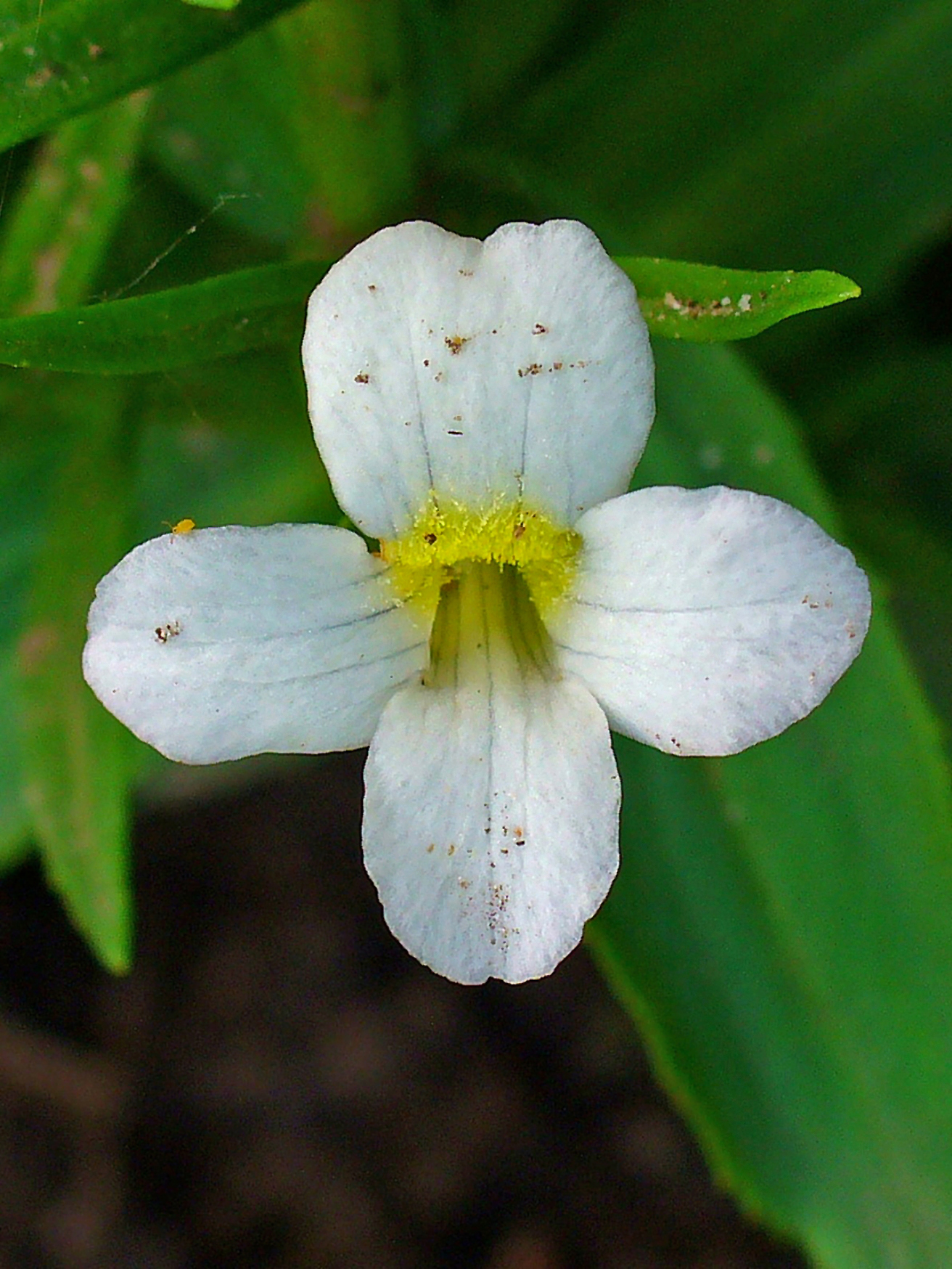
Detalle de la flor

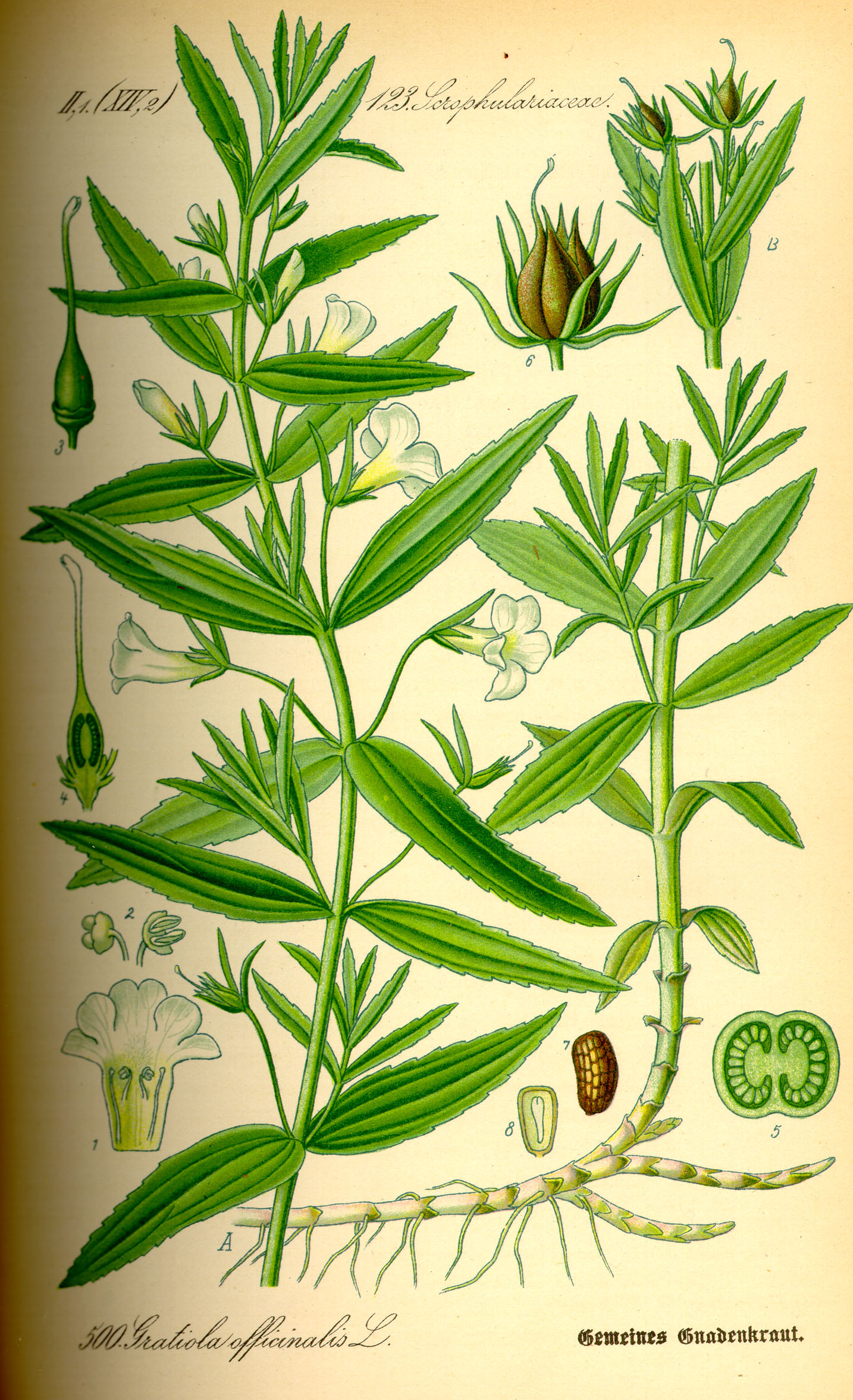
Ilustración

## Distribución y hábitat
Esta planta es nativa de las zonas templadas de Europa. Falta en Escandinavia y las islas británicas.
Se encuentra en terrenos alterados al borde de estanques, pantanos y corrientes de agua, o prados húmedos, juncales y charcos o balsas de secado intermitente o estacional. Aunque a menudo crece en ambientes ruderales, se considera una especie amenazada en sus hábitats naturales.

## Descripción
Es una hierba perenne, hemicriptófita y rizomatosa. Crece hasta una altura de entre 20 y 50 cm. Prefiere suelos silíceos. Las hojas son oscuras, opuestas, lanceoladas y dentadas en la parte terminal.
La hierba del pobre hombre florece de junio a octubre. Las flores son solitarias y blancas, con matices amarillentos y púrpuras. Se encuentran en la axila de la planta. El fruto es en cápsula.
Se cultiva también como planta ornamental. Se pueden plantar esquejes, dividir las matas o hacer germinar las semillas .

## Usos medicinales
El nombre que lleva esta planta proviene de los productos medicinales extraídos de su rizoma. Estos se usaban en la medicina herbal casera en el pasado para tratar males que se consideraban maldiciones , como la epilepsia y enfermedades mentales. Actúa como vomitivo, purgante y vermífugo muy eficaz y tal vez demasiado violento. Aunque era muy apreciada en el pasado como planta medicinal la hierba es una especie muy tóxica que ha producido envenenamientos mortales en algunos casos. Todas las partes de la planta son venenosas y hoy ya no se utiliza debido al elevado peligro de envenenamiento. Se utiliza pero en la farmacopea homeopática en dosis ínfimas.

## Taxonomía
Gratiola officinalis fue descrita por Carlos Linneo y publicado en Species Plantarum 1: 17. 1753.
Citología
Número de cromosomas de Gratiola officinalis (Fam. Scrophulariaceae) y táxones infraespecíficos: 2n=32
Etimología
Gratiola: nombre genérico que proviene de la leyenda que antiguamente decía que la Virgen María dio esta hierba a un pobre hombre enfermo, conmovida por su desesperación. El nombre Gratiola proviene del latín gratia , en referencia a la gracia o misericordia de la Virgen.
officinalis: epíteto latino que significa "planta medicinal de venta en herbarios". 
Sinonimia
- Gratiola angustifolia Gilib.[10]

## Nombres comunes
- Castellano: alarda, cinifolia, cinifolio, escurripa (2), graciadei (2), graciola (7), gracíola (3), hierba de la fiebre (4), hierba de las calenturas (3), hierba de las tercianas (2), hierba del pobre (3), yerba de la fiebre (2), yerba de las tercianas (2), yerba del pobre.[11]